# Der Mann, der König sein wollte (Erzählung)
Der Mann, der König sein wollte ist eine 1888 veröffentlichte Erzählung des damals 22-jährigen Rudyard Kipling. Die im heutigen Pakistan und Afghanistan spielende Geschichte wurde 1947 als Radiohörspiel, in Comics und verschiedenen Parodien nachempfunden. Eine Verfilmung von 1975 stammt von dem Regisseur John Huston.

## Inhalt
Der Erzähler, ein Presseredakteur in Lahore (wie im realen Leben Kipling selbst), wird von den britischen Abenteurern Daniel Dravot and Peachey Taliaferro Carnehan besucht. Beide sind mit dem Versuch, den lokalen Herrscher mit möglichen Pressemeldungen zu erpressen, gescheitert, woran der Erzähler nicht unbeteiligt war. Die beiden ehemaligen Armeeangehörigen, wie der Erzähler (und im realen Leben Kipling selbst) Freimaurer, haben nun vor, sich mit 20 insgeheim erworbenen Martini-Henry-Gewehren im afghanischen Kafiristan bei einem der lokalen Warlords einzuschmeicheln und auf Dauer selbst eine solche Herrschaft zu übernehmen. Der Erzähler schuldet ihnen einen Gefallen und versorgt sie mit allerlei Reisebedarf.
Die beiden tarnen sich als Muslime und ziehen mit einem Treck davon. Zwei Jahre später kommt Carnehan völlig abgerissen wieder in Lahore an und erzählt sein Abenteuer und die anfänglich erfolgreiche Hochstapelei: Die heidnischen Nuristani, die als Nachfahren Alexanders des Großen in Kafiristan gelten, erkannten zufällig die beiden zunächst als Götter: Ein Pfeil hatte Dravot zwar getroffen, war aber in seinem Patronengürtel stecken geblieben. Zudem praktizierten die Nuristani eine Form des Freimaurerrituals, die die Abenteurer ebenfalls kannten und sich damit gegenüber dem Hohenpriester des Stammes als hochrangige Nachfahren des Makedoniers ausweisen konnten. Die beiden stellten mit einem lokalen Stammesführer eine Miliztruppe auf und begründeten ein Königreich unter Dravots Führung. Der Schwindel fiel auf, als der zunehmend größenwahnsinnige Dravot die Eingeborene Roxanne heiraten wollte. Als er sie küssen wollte, biss sie ihn aus Angst im Gesicht blutig und machte damit seine Verwundbarkeit und sein Menschsein offensichtlich. Die Nuristani stürzten Dravot von einer Brücke in einen Abgrund und unterzogen Carnehan einer Art Kreuzigung, die dieser jedoch überlebte und darauf freigelassen wurde.
Carnehan untermauert den Wahrheitsgehalt der Geschichte mit dem mitgebrachten mumifizierten, gekrönten Haupt seines Kompagnons. Am übernächsten Tag stirbt Carnehan an Sonnenstich, der Kopf bleibt verschollen.

## Hintergrund
Die 1888 veröffentlichte Kurzgeschichte Kiplings wurde von Abenteurern wie James Brooke und insbesondere Josiah Harlan inspiriert und spielt in Kafiristan nach dem Ende des 1880 beendeten Zweiten Anglo-Afghanischen Kriegs. Das europide Aussehen und die religiöse Sonderstellung der Nuristani, aufgrund deren der Bezug zu Alexander hergestellt wurde, entsprechen den Tatsachen.
Das gruselige Ende spielt möglicherweise auf den Verbleib des Kopfes des Geologen Adolf Schlagintweit an.
Die Erzählung weist die meisten und detailliertesten Anspielungen zur Freimaurerei von allen Erzählungen Kiplings auf. Kipling benutzt dabei verschiedene sagenhafte Aspekte der Freimaurersymbolik. Er war bei seiner Logeneinführung mehr als amüsiert darüber, dass einige die Ursprünge der Freimaurerei bis auf die hebräischen Könige zurückführten, und schrieb darauf im Alter von 22 Jahren die Geschichte. Für Kipling bedeutete die Loge und der Zusammenhang der Brüder viel. Die Geschichte zeigt auch, wie einfach tragfähige persönliche Kontakte und Verträge darüber möglich werden.
Der Traum der beiden Abenteurer, Nationenbildung zu betreiben, scheitert zwar, laut Larry J. Kreitzer kann die Geschichte dennoch als biblische Allegorie zu der Herausbildung des Königreichs Israel wie auch als Parodie des Kolonialismus an sich gelten. Die zeitweise Überlegenheit der Abenteurer ist dabei keine Frage der Waffen, sondern vielmehr eine der Anerkennung durch die Kolonisierten, und die diversen Geheimgesellschaften spielen dabei eine bedeutende Rolle. Kipling selbst war in einer Zeit eingetreten, als die Freimaurer in Indien bereits begonnen hatten, indische Mitglieder aufzunehmen.
Kipling verarbeitete eigene Erfahrungen als Journalist in Lahore wie von Reiseberichten aus Afghanistan. Selbst war er 1885 bei einem Treffen des Vizekönigs mit Abdur Rahman Khan als Korrespondent in Peshavar zugegen gewesen.
Die Erzählung erschien im Rahmen der sogenannten Railway Series, Taschenbücher, die an indischen Bahnhofsbuchhandlungen für eine Rupie verkauft wurden. Band 5, The Phantom Rickshaw and other Eerie Tales, enthielt daneben noch weitere Erzählungen Kiplings.

## Rezeption
Laut Kreitzer war Kiplings Geschichte über Jahrzehnte kaum ein Thema für die Literaturkritik. Die Erzählung wurde unter anderem bei Arthur Conan Doyle, H. G. Wells und J. M. Barrie als eine der besten überhaupt gelobt. Sie fand aber bei der klassischen Kritik wenig Beachtung und wurde erst mit der Verfilmung durch John Huston 1975 wieder aus der Versenkung geholt. Kreitzer führt dies auf Kiplings zwar kritisches, aber stetiges Bekenntnis zum britischen Imperialismus wie auch die detaillierte Beschreibung freimaurerischer Rituale zurück. Beides, das abgeschmackte Ritual und die zugehörige abstruse Symbolik, wie die als krude und veraltet empfundene Weltanschauung, hätten Kritiker abgeschreckt, sich mit der Geschichte näher zu befassen. Immerhin hatte sich Paul Fussell intensiv mit der biblischen, insbesondere alttestamentlichen Symbolik bei Der Mann, der König sein wollte auseinandergesetzt. Dabei sei etliches an biblischen Inhalten, von Aspekten der Passionsgeschichte bis zum Auszug aus Ägypten der Israeliten, in Symbolik und einzelnen Aspekten der Geschichte wiederzufinden.

## Trivia
- John Huston wollte den Stoff mehrmals verfilmen, in den 1950er Jahren mit Humphrey Bogart und Clark Gable, dann mit Burt Lancaster und Kirk Douglas in den Hauptrollen. Als Huston an Robert Redford und Paul Newman herantrat, schlug Newman die Briten Sean Connery und Michael Caine als geeignetere Besetzung vor, was Huston als Geniestreich empfand und so auch umsetzte; Christopher Plummer übernahm die Rolle Kiplings.
- In H. G. Wells’ Wenn der Schläfer erwacht ist eine Aufzeichnung mit „oi Man huwdbi Kin“ vorhanden. Der Schläfer erinnert sich an diese als eine der besten Geschichten der Welt.[5]
- Die Episode The Storyteller der Serie Star Trek: Deep Space Nine basiert wesentlich auf der Kurzgeschichte.
- Die Hauptfiguren tauchen in dem Steampunk-Comic Scarlet Traces auf.
- Der Psychologe J. Michael Bailey spielt bei seinem umstrittenen Sachbuch The Man Who Would Be Queen: The Science of Gender-Bending and Transsexualism wie eine Vielzahl anderer englischsprachiger Schlagzeilen und Titel auf Kiplings Original an.
- Daniel Dravot wird bei Kim Newmans Anno Dracula erwähnt.
- Die Rock- und Metalbands Dio und Iron Maiden (The Final Frontier) spielten Lieder namens The Man Who Would be King ein. Auch die als Kipling-Leser bekannten Pete Doherty and Carl Barât veröffentlichten mit ihrer Band The Libertines ein Lied namens The Man Who Would be King.